# Kero Kero Chime
Kero Kero Chime (ケロケロちゃいむ) és un manga escrit per Maguro Fujita. Una sèrie d'anime de 30 capítols del mateix nom està basada en el manga.

## Argument
Aoi, és un xic normal d'escola, que és maleït per un mag anomenat Makaeru del País de les Granotes, que li diu que per llevar la maledicció haurà de trobar Mimori, que es descobreix després que és la germana de Makaeru. La maledicció provoca que Aoi es transformi en una granota sempre que està humit, tornant a la forma d'humà quan s'asseca. Makaeru llavors transporta a Aoi al País de les Granotes, on troba a Mimori, la princesa del país, i com va predir, Aoi demana en va si sap ella sobre la maledicció. Això no obstant, Mimori recorda el que li digué el seu germà que li lliurà el Llibre de Màgia abans de desaparéixer: "este llibre permet fer màgia a les granotes com nosaltres. Si veus que falten algunes pàgines, llavors és el teu deure trobar-les."
Aoi llavors s'adona que la seua tasca és trobar les pàgines del Llibre de Màgia, amb l'esperança de trobar una concreta, una que continga la curació per la maledicció.

### Personatges
Princesa MimoriMimori és la protagonista principal en les sèries, és també la princesa del clan de les granotes. Està sempre feliç i alegre. Se sap que Mimori té sentiments per Aoi, però no se n'ha adonat per la seva espessetat.
AoiUn xic normal del nostre món. Té l'habilitat de transformar-se en granota quan es mulla per la maledicció que li llançà el germà major de Mimori, Makaeru. També Aoi té sentiments per Mimori.

## Clan Serp
La terra de les granotes i les serps de la terra - les dues espècies diferents - havien estat en guerra, com s'explica en la primera secció de l'episodi 1. Els pares de Mimori foren absorbits en un túnel, quan es produïa la batalla, i deixaren només Makaeru i Mimori per governar el regne.
Hi hagué pocs supervivents del clan de la serp, però aviat descobreix Mimori un rival: la princesa de la terra de serps, que havien sobreviscut a la guerra, i els pares de la qual també foren absorbits. Aquesta princesa comença a tenir un interès per Aoi, i sent gelosia de Mimori, a la que ella considera un mariner (la veritable identitat és una dona) i s'enamora d'ella.

## Curiositats
El so de "kero" en japonès, com en el títol, és el "ribbit" o raucar de les granotes, el qual, en la sèrie, és usat freqüentment per elles i per Mimori, ja que ella és la princesa d'elles.